# The Blazing Trail
The Blazing Trail è un film del 1949 diretto da Ray Nazarro.
È un western statunitense con Charles Starrett, Marjorie Stapp e Fred F. Sears. Fa parte della serie di film western della Columbia incentrati sul personaggio di Durango Kid.

## Produzione
Il film, diretto da Ray Nazarro su una sceneggiatura di Barry Shipman, fu prodotto da Colbert Clark per la Columbia Pictures e girato nel ranch di Corriganville a Simi Valley, California, nell'Iverson Ranch a Chatsworth, Los Angeles, California, dal 18 al 25 gennaio 1949.

## Distribuzione
Il film fu distribuito negli Stati Uniti dal 5 giugno 1949 al cinema dalla Columbia Pictures.
Altre distribuzioni:
- in Brasile (Durango Kid: Senda de Fogo)
- nel Regno Unito (The Forged Will)

## Promozione
La tagline è: Rapid-fire thrills and songs!.